# Johann I. (Sagan)
Johann I. von Sagan (auch Johann I. von Glogau-Sagan; * 1385; † 12. April 1439) war 1403–1413 Herzog von (halb/herzoglich) Glogau und ab 1413 bis zu seinem Tod 1439 Herzog von Sagan.

## Herkunft und Leben
Johann I. entstammte dem Glogauer Zweig der Schlesischen Piasten. Seine Eltern waren Herzog Heinrich VIII. und Katharina († 1420), Tochter des Oppelner Herzogs Wladislaus II.
Beim Tod des Vaters 1397 waren Johann und seine jüngeren Brüder Heinrich IX., Heinrich X. und Wenzel noch unmündig. Gemeinsam mit ihrer Mutter übernahmen sie die Regentschaft über das ungeteilte Erbe ihres Vaters, standen jedoch zunächst unter der Vormundschaft ihres Onkels Ruprecht I. von Liegnitz. 1403 erreichte Johann die Volljährigkeit und übernahm die Regentschaft über Sagan und herzoglich Glogau, zugleich für seine jüngeren Brüder. Obwohl der Saganer Abt Ludolf vom Augustiner-Chorherrenstifts Sagan Ansprüche seines Stiftes geltend machte, kam es noch vor den Verhandlungen zu Übergriffen auf das Stift durch Johanns Schwiegervater Rudolf III. von Sachsen-Wittenberg. Trotzdem wurde 1413 für Johann I. das nun eigenständige Gebiet von Sagan ausgegliedert, wobei er zugleich auf die Erbfolge im herzoglichen Anteil von Glogau verzichten musste. Diesen verwalteten ab 1413 seine Brüder Heinrich X., Heinrich IX. und Wenzel bis 1418 weiterhin gemeinsam. Spätestens seit 1413 war Johann ein führendes Mitglied der Rüdenbandgesellschaft.
Wie seine Brüder huldigte Johann 1420 in Breslau dem böhmischen Landesherrn Sigmund, den er im Kampf gegen die Hussiten unterstützte. 1428 stand er einem schlesisch-oberlausitzschen Heer vor, mit dem er unvermutet bei Jauer auf die Hussiten stieß, wodurch sich Johanns Truppen auflösten. Am 23. Januar 1429 schloss er deshalb mit den sächsischen Herzögen sowie dem Oberlausitzer Sechsstädtebund eine Vereinigung zum Schutz gegen die Hussiten.
Wegen des Verzichts Johanns auf die Erbfolge in Glogau, war der zweitgeborene Bruder Heinrich IX. Alleinerbe der Gebiete Heinrichs X., der 1423 auf einer Gesandtschaftsreise in Flensburg starb und Wenzels, der 1430/31 starb. Dadurch kam es zu kriegerischen Auseinandersetzungen zwischen Johann I. und Heinrich IX., die sich schon vorher befehdeten. Obwohl der 1429 geschlossene Bund versuchte, zwischen den Brüdern zu vermitteln, kam es zu keiner Versöhnung. Trotzdem musste sich Johann mit Sagan zufriedengeben.
Johann starb 1439 und vererbte Sagan an seine vier Söhne Balthasar, Wenzel, Rudolf und Johann II. Sie teilten es in zwei Hälften, mussten jedoch in fremde Kriegsdienste treten, um ein Auskommen zu finden. Der Neid und der Kampf Johanns gegen seinen Bruder Heinrich IX., der das große Herzogtum Glogau allein beherrschte, wurde von Johanns gleichnamigem Sohn Johann II. in grausamer Weise fortgeführt.

## Ehe und Nachkommen
Zwischen 1405 und 1409 vermählte sich Johann I. mit Scholastika († 1462/63), einer Tochter des Kurfürsten Rudolf III. von Sachsen-Wittenberg. Der Ehe entstammten die Kinder:
- Balthasar († 1472), Herzog von Sagan, ⚭ 1. mit Agnes N. N. († 1460); ⚭ 2. 1469 mit Barbara, Tochter des Teschener Herzogs Boleslaus II.[3]
- Rudolf († 1454), Herzog von Sagan
- Wenzel († 1488), Herzog von Sagan
- Johann II. († 1504), Herzog von Sagan und zeitweise auch von Glogau; ⚭ um 1461 Katharina († 1505), Tochter des Troppauer Herzogs Wilhelm
- Anna († um 1437), ⚭ Graf Albrecht VIII. von Lindow-Ruppin († 1460)
- Hedwig († 1497), ⚭ 1432 Fürst Bernhard VI. von Anhalt-Bernburg († 1468)
- Margarethe († 1491 in Salzderhelden), ⚭ 1. um 1435 Graf Volrad von Mansfeld († 1450); ⚭ 2. Heinrich XI. von Hohnstein-Wittenberg († 1454); ⚭  3. um 1457 Heinrich III. von Braunschweig-Grubenhagen († 1464)
- Barbara († 1476)
- Scholastika  († um 1489)
- Agnes († 1475)